# British and Irish Magnetic Telegraph Company

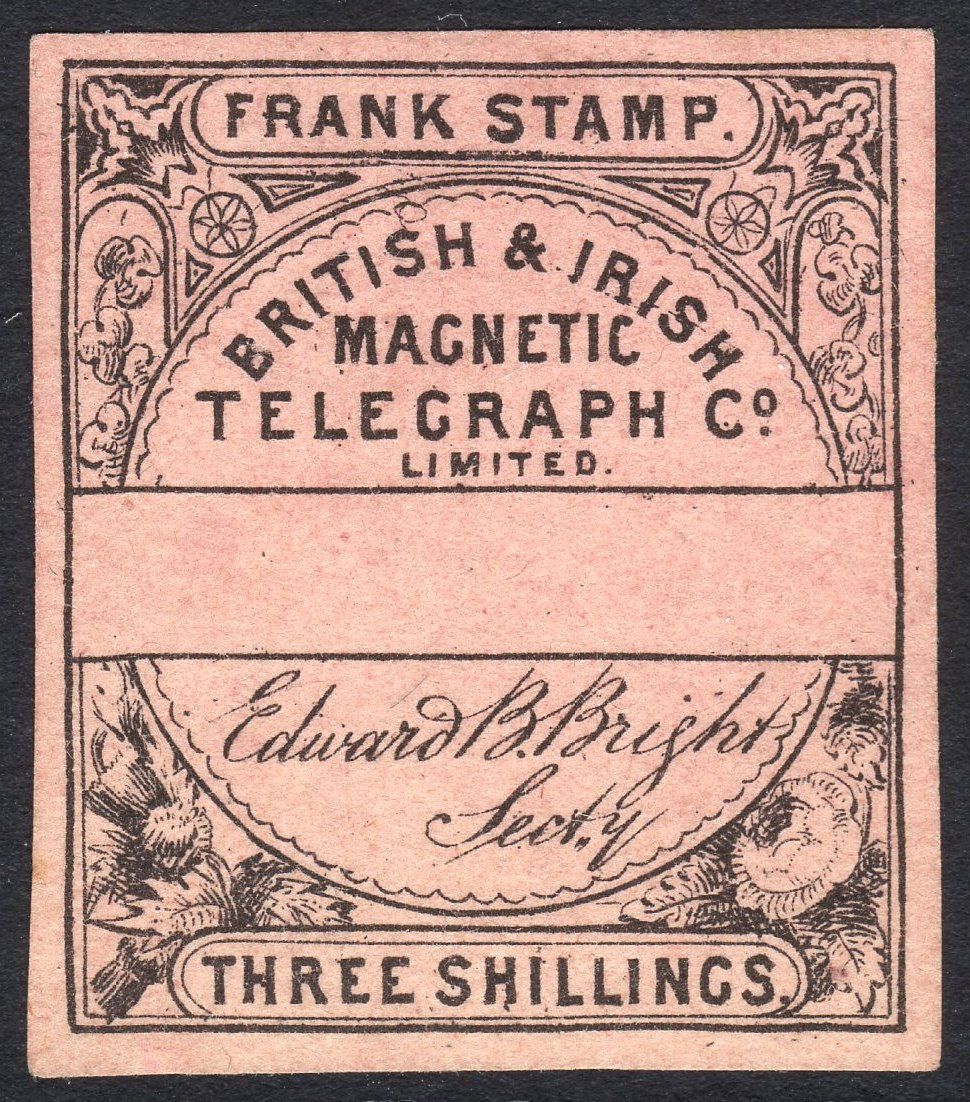
Sello telegráfico de la compañía

La British and Irish Magnetic Telegraph Company (en español: Compañía Telegráfica Magnética Británica e Irlandesa, también conocida como la Magnetic Telegraph Company o simplemente Magnetic) fue un proveedor de servicios e infraestructura de telégrafos eléctricos. Fue fundada en 1850 por John Brett. La Magnetic se convirtió en el principal competidor de la mayor compañía telegráfica del Reino Unido, la Electric Telegraph Company (la Electric), y se consolidó como la empresa líder en Irlanda. Ambas compañías dominaron el mercado hasta que el telégrafo fue nacionalizado en 1870.
El sistema telegráfico de la Magnetic se distinguía de otras compañías. Preferían cables subterráneos en lugar de alambres suspendidos en postes. Este sistema presentaba problemas debido a las limitaciones de los materiales aislantes disponibles en la época, pero la Magnetic estaba restringida por los derechos de paso que otras empresas poseían en rutas más favorables. También eran únicos por no usar baterías, necesarias en otros sistemas. En su lugar, el operador generaba la energía necesaria mediante inducción electromagnética. El mensaje codificado se enviaba moviendo manijas que desplazaban bobinas cerca de un imán permanente, generando así pulsos telegráficos.
La Magnetic instaló el primer cable telegráfico submarino a Irlanda y desarrolló una extensa red telegráfica allí. Mantuvieron una estrecha relación con la Submarine Telegraph Company y, por un tiempo, tuvieron un monopolio en comunicaciones submarinas e internacionales. También colaboraron estrechamente con la London District Telegraph Company, que ofrecía un servicio de telegrama económico en Londres. La Magnetic fue una de las primeras en emplear mujeres como operadoras de telégrafo.

## Historia de la compañía

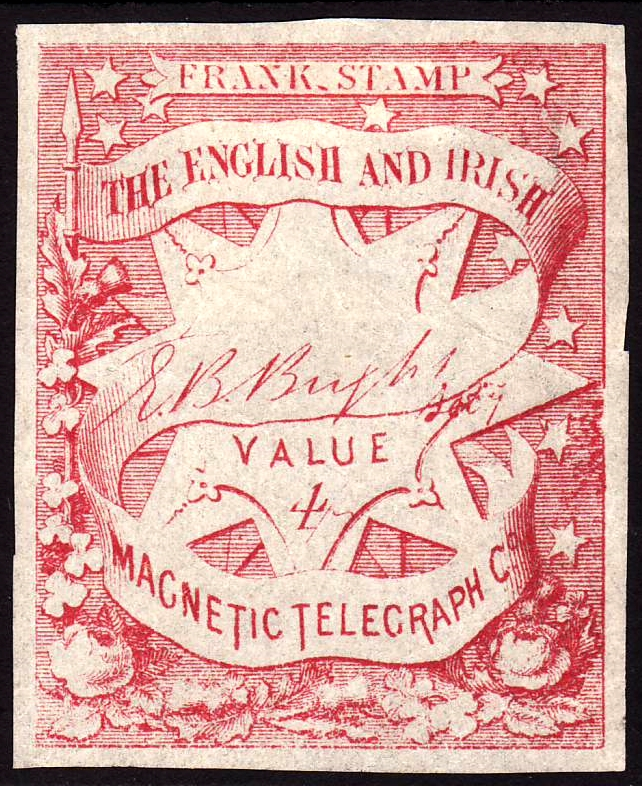
Sello de la English and Irish Magnetic Telegraph Company.

La English and Irish Magnetic Telegraph Company (también conocida como la Magnetic) fue establecida por John Brett en 1850. John Pender también tenía un interés y Charles Tilston Bright fue el ingeniero jefe. El objetivo inicial de la compañía era conectar Gran Bretaña con Irlanda tras el éxito de la Submarine Telegraph Company al unir Inglaterra y Francia con el primer cable oceánico en servicio. La Compañía Telegráfica Magnetic Británica e Irlandesa se formó en 1857 en Liverpool mediante la fusión de la Compañía Telegráfica Magnetic Inglesa e Irlandesa y la British Telegraph Company (originalmente conocida como la British Electric Telegraph Company).
El principal competidor de la Magnetic fue la Electric Telegraph Company, que tras una fusión pasó a ser la Electric and International Telegraph Company (abreviada como la Electric), fundada por William Fothergill Cooke. A finales de la década de 1850, las compañías Eléctrica y Magnética formaban prácticamente un cartel en Gran Bretaña. En 1859, la Magnetic trasladó su sede de Liverpool a Threadneedle Street en Londres, reconociendo que ya no eran una empresa regional. Compartieron estas instalaciones con la Submarine Telegraph Company.
La compañía mantuvo una relación cercana con la Submarine Telegraph Company, que instaló el primer cable a Francia y muchos cables submarinos posteriores a Europa. Desde aproximadamente 1857, la Magnetic tenía un acuerdo con ellos para que todos sus cables submarinos se usaran exclusivamente con las líneas terrestres de la Magnetic. También controlaban el primer cable a Irlanda, lo que les dio una ventaja significativa en el mercado doméstico gracias al control del tráfico internacional.
Otra empresa con una relación cercana fue la London District Telegraph Company (la Distrito), formada en 1859. La Distrito ofrecía un servicio de telegrama económico solo en Londres. Compartían sede y directores con la Magnetic, quien instaló sus líneas y entrenó a su personal a cambio de que la Distrito les pasara el tráfico fuera de Londres.
La Magnetic fundó su propia agencia de prensa. Promocionó esta agencia ofreciendo tarifas más bajas a los clientes que la usaban en comparación con las tarifas para quienes querían conexiones con agencias rivales. En 1870, la Magnetic, junto con otras compañías telegráficas, incluida la Eléctrica, fueron nacionalizadas bajo la Telegraph Act 1868 y la empresa fue liquidada.

## Sistema telegráfico

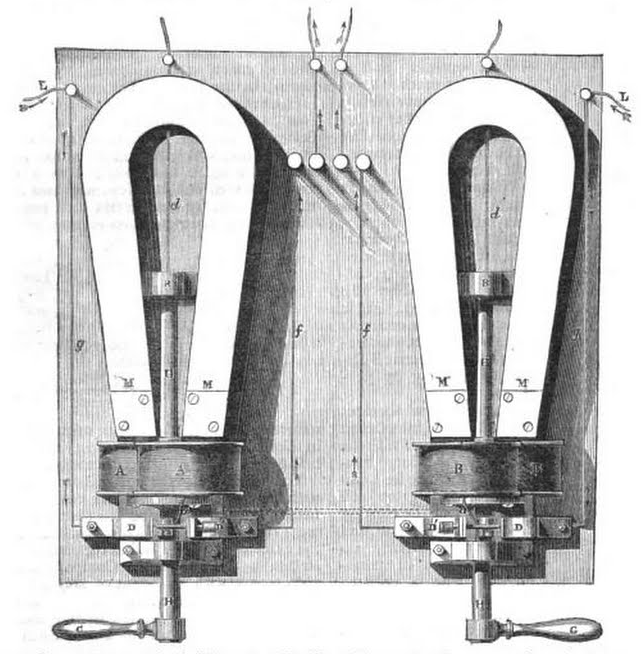
Vista en planta del telégrafo de dos agujas de Henley y Foster

El sistema telegráfico de la Magnetic era algo diferente al de otras compañías, en gran parte porque la Eléctrica poseía las patentes del telégrafo de Cooke y Wheatstone. El nombre de la compañía hace referencia al hecho de que su sistema no requería baterías. La energía para las transmisiones se generaba mediante inducción electromagnética. El sistema, inventado por William Thomas Henley y George Foster en 1848, era un telégrafo de aguja disponible en versiones de doble aguja o aguja única. La máquina era operada por el operador presionando pedales. Una armadura conectada al pedal movía dos bobinas a través del campo magnético de un imán permanente. Esto generaba un pulso de corriente que desviaba la aguja correspondiente en ambos extremos de la línea. Las agujas estaban magnetizadas y dispuestas de modo que quedaban fijas en posición por el imán permanente tras la desviación. El operador podía aplicar una corriente en dirección opuesta, permitiendo dos posiciones para la aguja. El código consistía en combinaciones de desviaciones sucesivas de la aguja a la izquierda o derecha.
En años posteriores, la Magnetic usó otros sistemas telegráficos. Tras la adquisición de la British Telegraph Company, obtuvieron los derechos del instrumento telegráfico de aguja del fundador de esa compañía, Henry Highton. Este instrumento era el más barato de los producidos en ese momento, pero como todos los telégrafos de aguja, era más lento que los sistemas audibles, ya que el operador debía mirar constantemente el instrumento mientras transcribía el mensaje. Algunas compañías adoptaron instrumentos de aguja con topes que producían dos sonidos distintos al ser golpeados (una innovación de Cooke y Wheatstone en 1845) para solucionar esto. La Magnetic, en cambio, usó una invención de 1854 de Charles Tilston Bright en sus líneas más concurridas: el telégrafo acústico, conocido como las campanas de Bright. En este sistema, dos campanas colocadas a ambos lados del operador eran golpeadas por un martillo accionado por un solenoide impulsado por un relé. Estaban dispuestas para que las campanas derecha e izquierda sonaran según si se recibía un pulso positivo o negativo en la línea telegráfica, produciendo un sonido mucho más fuerte que el clic de una aguja.
La Magnetic encontró un método para superar el problema de la dispersión en cables telegráficos submarinos largos. Este fenómeno, poco entendido en esa época, se llamaba retardo porque diferentes partes de un pulso telegráfico viajaban a velocidades distintas en el cable. Parte del pulso parecía "retrasarse", llegando más tarde al destino. Esta "dispersión" del pulso interfería con pulsos vecinos, haciendo la transmisión ininteligible a menos que los mensajes se enviaran mucho más despacio. La Magnetic descubrió que generando pulsos de polaridad opuesta al pulso principal y ligeramente retrasados, el señal retardada se cancelaba lo suficiente para hacer la línea usable a velocidades normales. Este sistema fue desarrollado teóricamente por William Thomson y demostrado por Fleeming Jenkin.
La Magnetic desempeñó un papel en resolver el problema de dispersión en el cable telegráfico transatlántico de la Atlantic Telegraph Company. Estaban fuertemente vinculados a este proyecto; Bright lo promovió y las acciones se vendieron en gran parte a accionistas de la Magnetic, incluido Pender. La dispersión en el cable atlántico de 1858 fue tan severa que era casi inutilizable y se destruyó por intentos erróneos de resolverlo con alto voltaje. Para el cable de 1866, se planeó usar el método de pulsos de polaridad opuesta de la Magnetic, pero había dudas sobre si funcionaría a tan gran distancia. La Magnetic conectó varios de sus cables subterráneos británicos para proporcionar una longitud total de más de 2000 millas (3218,7 km) para pruebas de prueba de concepto. La dispersión no se eliminó de los cables submarinos hasta que se начали a usar bobinas de carga a partir de 1906.

## Red telegráfica

### Primera conexión a Irlanda
El primer objetivo de la compañía, en 1852, fue proporcionar el primer servicio telegráfico entre Gran Bretaña e Irlanda mediante un cable submarino entre Portpatrick en Escocia y Donaghadee en Irlanda. El núcleo del cable era alambre de cobre aislado con gutta-percha, fabricado por la Gutta Percha Company, y armado con alambres de hierro por R. S. Newall and Company en sus instalaciones en Sunderland. Antes de lograrlo, otras dos compañías intentaron ser las primeras en conectar el Mar de Irlanda.
A pesar de tener el contrato para instalar el cable de la Magnetic, Newall construyó secretamente otro cable en sus talleres de Gateshead con la intención de ser el primero en conectar telegráficamente a Irlanda. Este cable de Newall estaba ligeramente armado con una estructura de "jaula de pájaros" de alambres de hierro, sin capa de amortiguación entre el núcleo y la armadura, y el aislamiento no fue probado adecuadamente antes de la instalación debido a las prisas por terminar antes que la Magnetic. Fue tendido desde Holyhead en Gales hasta Howth, cerca de Dublín, con William Henry Woodhouse como ingeniero, y desde allí a Dublín por cable subterráneo a lo largo de la línea ferroviaria. El tendido del cable submarino se completó el 1 de junio de 1852 por el vapor de ruedas Britannia de 1825, fletado por la City of Dublin Steam Packet Company, normalmente usado para ganado, con ayuda del Almirantazgo con el HMS Prospero. Sin embargo, el cable falló días después y nunca entró en servicio.
En julio del mismo año, la Electric Telegraph Company of Ireland intentó usar un cable aislado dentro de una cuerda de cáñamo en la ruta Portpatrick-Donaghadee. Esta construcción fue problemática porque flotaba (el cable Dover-Calais de la Submarine Telegraph Company en 1850 también era ligero, sin protección más allá del aislamiento, pero habían añadido pesos de plomo para hundirlo). Fue tendido desde la goleta Reliance, con ayuda de remolcadores. Las fuertes corrientes del Mar de Irlanda, mucho más profundo que el Canal de la Mancha, arrastraron el cable en un gran arco, dejando insuficiente longitud para aterrizarlo, y el intento fue abandonado.
Para su cable, la Magnetic fue más cuidadosa al probar el aislamiento que Newall. Las bobinas de cable se colgaban sobre el muelle y se dejaban en remojo antes de probarlas. Usaron un nuevo tipo de batería para prueba de aislamiento que podía usarse en el mar. Anteriormente, las baterías de prueba eran cajas de madera con electrolito líquido (pila Daniell). La nueva "batería de arena" consistía en una carcasa moldeada de gutta-percha llena de arena saturada con electrolito, prácticamente a prueba de derrames. Se usaron 144 células en serie (alrededor de 150 V). Varias porciones sospechosas de aislamiento fueron retiradas y reparadas, abriendo la armadura de alambre de hierro con molinete. Newall intentó tender el cable fabricado en Sunderland, nuevamente con el vapor fletado Britannia, en otoño de 1852. El cable estaba demasiado tenso al navegar desde Portpatrick, lo que arrastró los instrumentos de prueba al mar. Varios retrasos por alambres de hierro rotos durante el tendido hicieron que el barco se desviara y se quedara sin cable, abandonando también este intento.
La Magnetic tuvo éxito con un nuevo cable en 1853 en la misma ruta, esta vez con Newall usando el barco carbonero fletado de Newcastle William Hutt. Era un cable de seis núcleos, más pesado que el de 1852, con siete toneladas por milla. A más de 330 m de profundidad, fue el cable más profundo tendido hasta esa fecha. Las reparaciones en 1861 requirieron 128 empalmes. Pruebas en trozos recuperados revelaron que el alambre de cobre era muy impuro, con menos del 50% de cobre, a pesar de que la Gutta Percha Company especificaba 85%.

### Red terrestre
La red de la Magnetic se centraba en el norte de Inglaterra, Escocia e Irlanda, con su sede en Liverpool. Como la mayoría de las compañías telegráficas, sus principales líneas troncales seguían las vías férreas en su área. Una de sus primeras líneas fue diez alambres sin armadura enterrados entre los rieles del Lancashire and Yorkshire Railway. Desde 1851, la Magnetic desarrolló una extensa red de cables subterráneos. Esto contrastaba con otras compañías que usaban alambres suspendidos entre postes o, en áreas urbanas, de tejado en tejado. En parte, enterraban cables para protegerlos de los elementos. Sin embargo, la razón principal era que muchas compañías ferroviarias tenían acuerdos exclusivos con la Eléctrica, excluyendo a la Magnetic. Además, la British Telegraph Company tenía derechos exclusivos para líneas aéreas en vías públicas, y la United Kingdom Telegraph Company en canales. La Magnetic tuvo problemas para llegar a Londres, resolviéndolo con cables enterrados a lo largo de carreteras principales. Instalaron diez alambres en la ruta Londres–Birmingham–Mánchester–Glasgow–Carlisle.
Los alambres en postes no necesitan aislamiento eléctrico (aunque pueden tener un recubrimiento protector). No ocurre lo mismo con las líneas subterráneas, que deben aislarse del suelo y entre sí, además de ser impermeables. En los primeros días de la telegrafía no había buenos aislantes, pero tras los envíos de William Montgomerie de gutta-percha a Europa en 1843, la Gutta Percha Company comenzó a fabricar cables aislados con gutta-percha desde 1848. La gutta-percha, un caucho natural termoplástico, era ideal para procesos continuos como la fabricación de cables. Los aislantes sintéticos termoplásticos no estuvieron disponibles hasta la invención del polietileno en los 1930s, usado en cables submarinos desde los 1940s. Al enfriarse, la gutta-percha es dura, duradera e impermeable, adecuada para cables subterráneos (y luego submarinos), y fue elegida por la Magnetic.
En Irlanda, la Magnetic también desarrolló una extensa red de cables subterráneos. En 1851, anticipando la conexión submarina a Donaghadee, tendieron un cable subterráneo a Dublín. Una vez establecido el enlace submarino, Dublín pudo conectarse a Londres vía Mánchester y Liverpool. En el oeste de Irlanda, para 1855 habían tendido cables a lo largo de toda la isla en la ruta Portrush–Sligo–Galway–Limerick–Tralee–Cape Clear. Su relación con las compañías ferroviarias irlandesas era opuesta a la de Gran Bretaña: la Magnetic obtuvo acuerdos exclusivos con muchas, como en 1858 con la Midland Great Western Railway, forzando a la Eléctrica a usar carreteras y canales.
En 1856, la Magnetic descubrió que el aislamiento de cables en suelos secos se deterioraba debido a la evaporación de los aceites esenciales de la gutta-percha, dejando un residuo poroso y leñoso. Bright intentó reinyectar los aceites, con éxito limitado. Este problema fue el principal motivo para adquirir la poco rentable British Telegraph Company, heredando sus derechos de cables aéreos. Desde entonces, la Magnetic evitó tender nuevos cables subterráneos salvo donde era esencial.

## Cable atlántico
Brett inició la recaudación de fondos para el proyecto de la Atlantic Telegraph Company de construir el cable telegráfico transatlántico en la sede de la Magnetic en Liverpool en noviembre de 1856. Brett fue uno de los fundadores de esta compañía, y los accionistas de la Magnetic estaban inclinados a invertir, esperando que el tráfico transatlántico aumentara el negocio de sus líneas irlandesas, ya que el punto de aterrizaje del cable estaba en Irlanda.

## Cuestiones sociales
La Magnetic fue una de las primeras en abogar por emplear mujeres como operadoras de telégrafo. Se les pagaba según la velocidad de envío de mensajes, hasta un máximo de diez chelines por semana al alcanzar 10 palabras por minuto. Era un empleo popular entre mujeres solteras, que tenían pocas opciones laborales atractivas.